# 国ノ音治三郎
国ノ音 治三郎（くにのおと じさぶろう、1880年（明治13年）1月25日 - 1960年3月20日）は、明治時代の大相撲力士。本名は大野 治三郎。年寄楯山。

## 略歴
岐阜県席田郡仏生寺村（現在の本巣市）出身。愛知相撲の三ツ湊に入り、緑島と名乗る。その後三ツ湊により東京相撲の友綱に預けられ、1900年1月友緑で序ノ口。1903年5月国ノ音に改名。1905年1月三段目、その年日露戦争に従軍し、勲八等白色桐葉章となる。小柄で出世に乏しかったが、現役時代に師匠の姪を妻とした。年寄の資格は幕下以上と当時制限されていたが、1910年6月友響と改名し、好成績で1911年2月幕下に昇進し、その場所限り引退。年寄楯山となる。友綱部屋の番頭格であり、のち熊ヶ谷（元・荒玉）の廃業後、清瀬川などを連れ楯山部屋を起こしたが実質は清瀬川が師匠であった。清瀬川が引退後に起こした伊勢ヶ濱部屋に移った。のち幡瀬川を養子に迎え、1944年に千賀ノ浦（幡瀬川）に楯山を譲り、浅香山となった。1953年頃中気になり、48年間年寄として在籍し若瀬川の引退により1959年1月限り廃業、1960年3月20日死去、80歳。最高位幕下の親方としては最後であった。墓所は東京都杉並区永福の築地本願寺和田堀廟所。
一時期浅香山（国ノ音）、養子の楯山（幡瀬川）、楯山の養女婿の荒磯（照国）と年寄三代が協会に名を連ねていた。

## 土俵歴
- 1900年1月　-　序ノ口。
- 1903年5月　-　国ノ音に改名。
- 1911年2月　-　幕下、その場所で引退。年寄楯山。

## 成績
- 番付在位場所数：22場所
- 通算成績：不明（当時の幕下以下の勝敗等の記録については相撲レファレンス等のデータベースに登録がなく、特に明治30年代半ばまでの序二段や序ノ口などについてはほとんど現存していないと思われるため）

### 番付推移
- 各場所の地位は小島貞二コレクションの番付実物画像による。表は場所別成績のテンプレートを使用しているが、前述の理由により、暫定的に勝敗等の数は省略し番付推移のみを示すこととする。

| 1900年 （明治33年） | 西序ノ口21枚目 –    | 西序ノ口9枚目 –  |
| 1901年 （明治34年） | 東序二段40枚目 –    | 西序二段36枚目 – |
| 1902年 （明治35年） | 西序二段42枚目 –    | 東序二段41枚目 – |
| 1903年 （明治36年） | 西序二段44枚目 –    | 西序二段60枚目 – |
| 1904年 （明治37年） | 東序二段54枚目 –    | 東序二段37枚目 – |
| 1905年 （明治38年） | 西三段目43枚目 –    | 東三段目22枚目 – |
| 1906年 （明治39年） | 番付非掲載 不出場   | 東三段目22枚目 – |
| 1907年 （明治40年） | 西三段目33枚目 –    | 東三段目52枚目 – |
| 1908年 （明治41年） | 東三段目53枚目 –    | 東序二段14枚目 – |
| 1909年 （明治42年） | 西序二段22枚目 –    | 西三段目57枚目 – |
| 1910年 （明治43年） | 東三段目47枚目 –    | 東三段目27枚目 – |
| 1911年 （明治44年） | 西幕下52枚目 引退 – | x                |
| 各欄の数字は、「勝ち-負け-休場」を示す。 優勝 引退 休場 十両 幕下 三賞：敢=敢闘賞、殊=殊勲賞、技=技能賞 その他：★=金星 番付階級：幕内 - 十両 - 幕下 - 三段目 - 序二段 - 序ノ口 幕内序列：横綱 - 大関 - 関脇 - 小結 - 前頭（「#数字」は各位内の序列） |                     |                  |

## 改名歴
- 友緑 豆吉（ともみどり まめきち） - 1900年1月場所 - 1903年1月場所
- 国ノ音 利三郎（くにのおと りさぶろう） - 1903年6月場所 - 1904年5月場所
- 国ノ音 治三郎（くにのおと じさぶろう） - 1905年1月場所 - 1910年1月場所
- 友響 治三郎（ともひびき じさぶろう） - 1910年5月場所 - 1911年1月場所
  - 「国ノ音」は番付上の表記揺れとして「国ノ乙」とも書かれた。

## 参考資料
「年寄名跡の代々　楯山代々の巻」月刊相撲1995年8月号　ベースボールマガジン社